# Carlos Izaguirre (Metro de Lima y Callao)
Carlos Izaguirre es el nombre asignado a la sexta futura estación de la línea 3 del Metro de Lima y Callao en Perú. Será construida de manera subterránea entre el límite de los distritos de Los Olivos e Independencia, en la avenida con el mismo nombre.